# Мостиздахское сельское поселение
Мостиздахское се́льское поселе́ние — муниципальное образование в Дигорском районе Северной Осетии Российской Федерации.
Административный центр — село Мостиздах.

## История
Статус и границы сельского поселения установлены Законом Республики Северная Осетия-Алания от 5 марта 2005 года № 13-рз «Об установлении границ муниципального образования Дигорский район, наделении его статусом муниципального района, образовании в его составе муниципальных образований - городского и сельских поселений и установлении их границ»

## Население
| 2002 | 2010 | 2011 | 2012 | 2013 | 2014 | 2015 |
| ---- | ---- | ---- | ---- | ---- | ---- | ---- |
| 755  | ↘752 | →752 | ↗754 | ↗764 | ↗767 | ↗772 |
| 2016 | 2017 | 2018 | 2019 | 2020 | 2021 | 2023 |
| ↗777 | ↘775 | ↘762 | ↘757 | ↗763 | ↘740 | ↘736 |
| 2024 |      |      |      |      |      |      |
| ↘734 |      |      |      |      |      |      |

## Состав сельского поселения
| № | Населённый пункт | Тип населённого пункта       | Население |
| - | ---------------- | ---------------------------- | --------- |
| 1 | Мостиздах        | село, административный центр | ↘734      |